# Äktenskapsförord
Ett äktenskapsförord är ett avtal mellan makar, eller blivande makar, i vilket det bestäms att egendom som tillhör eller tillfaller någon av dem ska vara dennes enskilda egendom. Egendom vardera make äger som inte uttryckligen är enskild egendom genom äktenskapsförord, arv eller gåva är giftorättsgods och ska därför delas mellan makarna när äktenskapet upphör. Äktenskapsförordets funktion är därför att skydda egendom från att delas med den andra maken vid äktenskapets upphörande.

## Äktenskapsförord i Sverige
Äktenskapsförord ska upprättas skriftligen och undertecknas av makarna eller de blivande makarna. Detta gäller även om någon av dem är underårig eller om äktenskapsförordet avser egendom, som till någon del omfattas av förvaltarskap enligt föräldrabalken. I så fall ska förmyndarens eller förvaltarens skriftliga medgivande inhämtas. Äktenskapsförordet kan reglera all egendom eller endast viss egendom mellan makarna. 
Äktenskapsförord ska registreras hos Skatteverket. Ett äktenskapsförord som har slutits mellan blivande makar gäller från äktenskapets ingående, om det ges in till Skatteverket inom en månad från det att äktenskapet ingicks.
I annat fall gäller äktenskapsförord först från och med den dag då det ges in till Skatteverket. Det finns ingen tidsgräns för när ett äktenskapsförord måste upprättas utan det kan ske när som helst under äktenskapets pågående.
Äktenskapsförord som inte upprättats skriftligt, är daterade, har undertecknats av makarna och registrerats är att betrakta som ogiltiga.